# Santu Lussurgiu
Santu Lussurgiu är en ort och kommun i provinsen Oristano i regionen Sardinien i Italien. Kommunen hade 2 372 invånare (2017).